# Stef Clement
Stef Clement (født 24. september 1982) er en hollandsk tidligere professionel cykelrytter.